# Urugwaj na Mistrzostwach Świata w Lekkoatletyce 2011
Urugwaj na Mistrzostwach Świata w Lekkoatletyce 2011 reprezentowany był przez dwoje zawodników.

## Występy reprezentantów Urugwaju

### Mężczyźni

#### Konkurencje biegowe
| Konkurencja                | Zawodnik     | Eliminacje | Eliminacje | Półfinał | Półfinał | Finał    | Finał   |
| Konkurencja                | Zawodnik     | Rezultat   | Pozycja    | Rezultat | Pozycja  | Rezultat | Pozycja |
| -------------------------- | ------------ | ---------- | ---------- | -------- | -------- | -------- | ------- |
| Bieg na 400 m przez płotki | Andrés Silva | 49.48      | 15 Q       | 49.63    | 16       |          |         |

### Kobiety

#### Konkurencje biegowe
| Konkurencja                | Zawodniczka       | Eliminacje | Eliminacje | Półfinał | Półfinał | Finał    | Finał   |
| Konkurencja                | Zawodniczka       | Rezultat   | Pozycja    | Rezultat | Pozycja  | Rezultat | Pozycja |
| -------------------------- | ----------------- | ---------- | ---------- | -------- | -------- | -------- | ------- |
| Bieg na 400 m przez płotki | Déborah Rodríguez | 59.52      | 35         |          |          |          |         |